# هانس جي. جنسن
هانس جي. جنسن (بالنرويجية البوكمول: Hans G. Jensen)‏ هو نقابي وسياسي نرويجي، ولد في 13 مارس 1856 بهورسينس في الدنمارك، وتوفي في 7 سبتمبر 1922 في النرويج. حزبياً، نشط في حزب العمال.